# L-3
L-3 er kommandomodulet og månemodulet til det russiske måneprogram.
Månemodulet var en platform med fire ben. 
Skulle sendes op med N1 raket.
Komandomodul:
Sojuz 7K-LOK (LOK – Лунный орбитальный корабль, Lunnij Orbitalnij Korabl for månekredsløbsfartøj) To kosmonauter skulle gå i kredsløb om Månen i et Sojuz 7K-LOK-fartøj. Dette skulle opsendes sammen med en månelander (LK) af en Nositel N1-raket. Den ene kosmonaut skulle lande med LK og begge kosmonauter skulle returnere med Sojuz 7K-LOK-fartøjet. Aflystes da Nositel-raketterne eksploderede under alle 5 opsendelsesforsøg.
| Rumfart | Spire Denne artikel om rumfart er en spire som bør udbygges. Du er velkommen til at hjælpe Wikipedia ved at udvide den. |